# Ammar Negadi
Ammar Negadi (en tamazight : ⵄⵎⵎⴰⵔ ⵏⴳⴰⴷⵉ Ɛemmar Ngadi), né le 18 février 1943 à Merouana, wilaya de Batna, et mort le 1er décembre 2008 à Paris 14e,, est un militant et écrivain berbériste algérien chaoui.
Auteur de nombreux écrits sur l’Aurès et sur la culture berbère, légués après sa mort à la militante Djemaâ Djoghlal afin de créer une bibliothèque dans l'Aurès, il est le créateur du calendrier berbère fixé à partir de la date d'accession au trône du pharaon d'origine libyenne Chechnaq.

## Biographie
Ammar Negadi est considéré comme le précurseur du militantisme berbériste dans le pays chaoui. En effet, dans un contexte difficile, caractérisé par la prédominance de l’idéologie panarabiste prônée par le régime de Boumédiène, l’activité du jeune Ammar Negadi était dans le collimateur du pouvoir et ses relais locaux. Il fut contraint de s’exiler en France.

### Les années d’académie berbère à Paris
Arrivé à Paris, Ammar Negadi fréquente les milieux berbéristes et adhère à l’académie berbère, également appelée Agraw Imazighen en berbère dont il devient l’un des membres les plus actifs. En plus de ses contributions qu’il signe Ammar Acawi, il promeut l’utilisation de l’alphabet Tifinagh et participe à la création du Fus dheg Fus, qui va devenir le premier alphabet tifinagh.
Il quitte l’académie berbère en 1975.
Il va être sollicité pour son avis au sujet de l’étendard berbère.

### Union du peuple amazigh (UPA)
Après quelques années passées au sein d’Agraw imazighen, Ammar Negadi crée l’Union du peuple amazigh (UPA) (Tediut n’Aghrif Amazigh) en 1978. Cette dernière jouera un rôle très important dans la diffusion de la culture berbère et la vulgarisation de l’usage du Tifinagh à travers son bulletin périodique Azaghen. Le même bulletin va éditer la première liste des prénoms berbères et surtout le premier calendrier berbère en 1980.

### Calendrier berbère
L'idée de créer une « ère berbère » comme il en existe une chrétienne et une autre musulmane, est un rêve qu'a longtemps caressé Ammar Negadi. Après plusieurs années de recherche, il finit par trouver la date zéro de son calendrier. Il choisit l’an 950 avant Jésus-Christ qui correspond à la date où le roi berbère Sheshonq Ier (ou Chachnaq, ou encore Cacnaq) accède au trône de l’Égypte pharaonique. Il publie en 1980, dans le bulletin Asaghen, le premier calendrier berbère. De petit format, il représente un guerrier targui tenant son glaive dans la main gauche et un bouclier, orné d’un Z berbère, dans la main droite.
Ce calendrier, qui a eu un grand succès[réf. souhaitée], est devenu une référence aujourd’hui.

## Livres
Ammar Negadi a légué sa bibliothèque qui contenait 3 500 livres à Djemaâ Djoghlal afin de créer une bibliothèque dans les Aurès. Djemaâ Djoghlal, originaire de Khenchela et cousine d’Abbas Laghrour, militante de la cause berbères et une des figures du féminisme algérien, sociologue, elle a plusieurs articles de presse sur le patrimoine culturel chaouis, elle  meurt durant le mois de novembre 2016 sans parvenir à livrer les documents historiques et les livres à l’Université de Batna Hadj Lakhder et de Khenchela à cause des problèmes bureaucratiques.

## Hommages
À chaque nouvel an, l'Association de l'identité du patrimoine culturel et de la créativité artistique et en collaboration avec le directeur d’Anzar Éditions, El Hadi Meziani, publient et distribuent le calendrier amazigh  en mémoire d’Ammar Negadi durant Yennayer.